# Salvador Seguí Pérez
Salvador Seguí Pérez (nacido el 18 de febrero de 1939 en Masanasa, España y fallecido el 11 de julio de 2004 en Valencia) fue un folklorista, pedagogo, gestor cultural, compositor y crítico musical muy influyente en el estudio de la música tradicional valenciana y en el desarrollo de las enseñanzas musicales en la Comunidad Valenciana, tanto desde el Conservatorio Superior de Música Joaquín Rodrigo de Valencia como desde el Conservatorio Superior de Música de Castellón, que lleva su nombre, y desde la Universidad de Valencia.

## Reseña biográfica
Salvador Seguí Pérez inició su formación en el Conservatorio de Valencia (hoy Conservatorio Superior de Música Joaquín Rodrigo), donde estudió piano con Leopoldo Magenti Chelvi y composición con Manuel Palau Boix, de quien fue discípulo, colaborador y amigo. En 1963 obtuvo el premio extraordinario del centro y el premio nacional fin de carrera. En verano de 1964, siendo ya profesor auxiliar interino de Solfeo en el Conservatorio de Valencia, amplió estudios en la Accademia Musicale Chigiana de Siena, junto con los también valencianos Amando Blanquer y Julio Ribelles, y poco después, con una beca del Ministerio de educación, hizo lo propio en l'École Normale de Musique de Paris, durante el curso 1964-65. Poco después obtuvo por oposición la plaza de profesor de Solfeo de la que era interino, y desde 1971 fue catedrático de esta misma especialidad. Al mismo tiempo cursó estudios universitarios de Filosofía y Letras, en la especialidad de Filosofía. Alcanzó el título de doctor en 1995 con una tesis dedicada al estudio de su maestro, La praxis armónico-contrapuntística en la obra liedística de Manuel Palau. Vida y obra del músico valenciano. En la etapa final de su trayectoria profesional colaboró con Román de la Calle en el Máster de Estética y Creatividad Musical de la Universidad de Valencia, dirigido a facilitar los estudios de tercer ciclo universitario a titulados de los conservatorios superiores de Música, que estuvo activo desde los cursos 1997-98 a 2007-08. 
En 1965 comenzó a colaborar con la Institución Alfonso el Magnánimo de la Diputación Provincial de Valencia, dirigida por Manuel Palau, orientada sobre todo a la edición de música de compositores valencianos y a la recopilación y transcripción de músicas tradicionales. Uno de sus primeros estudios en ese ámbito fue "Tocatas de dulzaina de Callosa de Ensarriá", que presentó en el I Congreso Naoional de Artes y Costumbres Populares organizado por el CSIC. Su relación con la Institución Alfonso el Magnánimo se prolongó a partir de 1975, cuando dirigió la sección de Folklore Musical de su Instituto de Etnología, cargo que ocupó hasta 1979.
En 1970, becado por la Diputación Provincial de Alicante, inició los trabajos que desembocarían pocos años después en la publicación del Cancionero musical de la provincia de Alicante. A este volumen seguirían luego otros complementarios: el Cancionero musical de la provincia de Valencia, preparado con la colaboración de María Teresa Oller Benlloch, Fermín Pardo Pardo, José Luis López y Sebastián Garrido, y el Cancionero musical de la provincia de Castellón, con la colaboración de María Teresa Oller, José Luis López y Ricardo Pitarch. Otras publicaciones relevantes son Manuel Palau (1893-1967) (1997), Manuel Palau: catálogos de compositores españoles (1998) y Matilde Salvador: catálogos de compositores españoles (2000), además de numerosos libros didácticos para la enseñanza del lenguaje y la teoría musical.
En 1968 Seguí ocupaba el cargo de secretario del Conservatorio de Valencia cuando el centro fue reconocido como Conservatorio Superior. Posteriormente, en 1976, accedió a su dirección, que ocupó hasta 1980, y se ocupó de coordinar las obras del nuevo edificio, en el campus de la Universidad Politécnica de Valencia ―que por desgracia tuvo un corto periodo de uso—; como director del conservatorio también fue responsable de la puesta en marcha de su Orquesta y de la elevación al rango de cátedra de la enseñanza de la Musicología, entre otras asignaturas, así como el impulso de las enseñanzas de Arte Dramático y Danza, dependientes todavía entonces del Conservatorio Superior. Entre 1980 y 1982, y de nuevo entre 1984 y 1985, fue inspector general de conservatorios, y poco después Consejero Técnico del Ministerio de Educación y Ciencia (1986-1987). La última gran iniciativa de Salvador Seguí en el ámbito de la enseñanza musical fue la puesta en marcha en 1998 del Conservatori Superior de Música de Castelló, que dirigió hasta su muerte.
En el ámbito de las instituciones culturales, Seguí fue desde 1980 académico correspondiente de la Real Academia de Bellas Artes de San Fernando de Madrid y desde 1988 académico de número de la valenciana Real Academia de Bellas Artes de San Carlos. Su discurso de ingreso en la academia de San Carlos, sobre la historia de la ópera en la Comunidad Valenciana, puede leerse en la revista de la institución, Archivo de arte valenciano. Alcanzó el cargo de secretario de esta institución en 1999.
En 1958 inició su carrera como director de la banda de Albuixech, desde la que pasó a la de Picasent (1962-63) y más tarde dirigió la de Vall de Uxó (1966-70). En 1963 ingresó por oposición en el Cuerpo Nacional de Directores de Bandas de Música Civiles. Es compositor de algunas obras, sobre todo para voz, pero su carrera artística se encaminó pronto hacia el acompañamiento de solistas desde el piano —entre los que destacan Juan Alós, José Rosell, Vicente Campos, Vicente Llimerá, Marta Dalmau, Elena de la Merced, Marta Matéu o Ana María Sánchez— y sobre todo hacia el mundo de la gestión, con la puesta en marcha y dirección de proyectos artísticos y didácticos como el Festival de Música de Cámara de Montserrat (1981), el Festival de Polifonía Religiosa, Concurso de Composición coral y Cursos de Dirección coral de Segorbe (1983) y el Festival Lírico y Curso de alto perfeccionamiento musical para cantantes y pianistas acompañantes de Callosa d'En Sarrià. Organizó y dirigió además la Semana de Música Sacra y los Cursos y Seminarios de Música Antigua de Benidorm, en colaboración con la Agrupación Coral de Benidorm, el festival Música i Festa de Massanassa y el Concurso Nacional de Canto de La Vall d’Uixó, organizado por Caja Rural San Isidro. 
Por otra parte, a lo largo de toda su carrera Salvador Seguí también ejerció la divulgación, bien desde las páginas del diario Levante como crítico, sobre todo a lo largo de la década de 1970, bien como conferenciante especializado en música española y música valenciana.
Salvador Seguí donó sus grabaciones de campo de música tradicional, resultado de muchos años de investigaciones, al Instituto Valenciano de la Música (hoy Institut Valencià de Cultura), y después de su fallecimiento sus herederos completaron la donación con su colección de libros, discos y partituras, así como su valioso archivo personal.

## Distinciones
- Premio extraordinario y Diploma de primera clase al término de los estudios superiores de composición musical.
- Premio Nacional Fin de Carrera y premio Víctor de Plata por el mejor expediente académico de su promoción (curso 1962-63).
- Insignia de Oro de la Federación Internacional de Juventudes Musicales (1983)
- Caballero de la Orden de las Artes y Letras de la República Francesa (1987)
- Hijo Adoptivo y Medalla de Plata de la Ciudad de Segorbe (1987)
- Hijo Adoptivo de la localidad de Montserrat (Valencia).